# 마하마두 디아라
마하마두 디아라(프랑스어: Mahamadou Diarra, 1981년 5월 18일, 바마코 ~ )는 말리의 전 축구 선수로, 현역 시절 수비형 미드필더로 활약했다. 그는 말리 국가대표팀의 주장을 역임하기도 했다.

## 경력

### 초기
디아라는 그리스의 OFI에서 성인 무대에 첫 발을 내디뎠다. 이후, 그는 네덜란드 아른험의 피테서로 이적했다. 그는 2002년부터 2006년까지 리옹 선수였고, 마이클 에시엔과 성공적으로 중원을 맡았다. 그는 리옹에서 리그 1을 4차례 우승을 거두며 구단의 성공에 중요한 역할을 했다.

### 레알 마드리드
파비오 카펠로 레알 마드리드 감독이 라몬 칼데론 회장에 3명의 선수 영입을 요청하며 "디아라, 디아라, 그리고 디아라"라고 그가 필요하다는 점을 강조했고, 레알 마드리드는 마하마두 디아라 영입을 놓고 맨체스터 유나이티드와 경합했다. 리옹은 그에게 €40M의 가격을 책정해 디아라가 떠날 수 없음을 시사했다. 2006년 8월 18일, 레알 마드리드는 €26M에 그를 영입하기로 합의를 보았고, 산티아고 베르나베우의 입단식에 참석한 디아라는 칼데론 회장으로부터 등번호 6번을 받았다.
2006-07 시즌, 디아라는 파비오 카펠로의 지시에 따라 도펠젝서 2명 중 한 명의 임무를 맡으며 선수단의 주축을 담당했다. 그는 마드리드가 출전한 38경기 중, 33번을 출전했고, 3골을 기록했다. 2007년 6월 18일, 레알 마드리드는 2002-03 시즌 이래 첫 리그 우승을 차지하기 위해 마요르카를 격파할 필요가 있었는데, 디아라는 81분에 마드리드가 2-1로 앞서나가는 득점을 기록했다. 84분, 호세 안토니오 레예스가 레알 마드리드의 3번째 골이자 우승을 확정짓는 쐐기골을 기록했다.
디아라는 베른트 슈스터 신임 감독 체제에 임한 2007-08 시즌에도 리그 우승에 중요한 역할을 맡았고, 그는 주전 수비형 미드필더 역할을 맡아 페르난도 가고를 좀 더 전방으로 이동시켰다. 레알 마드리드는 무난하게 리그 우승을 거두었는데, 준우승을 차지한 비야레알보다 승점을 8점 더 얻었다. 디아라는 앞서 리옹 소속으로 리그 1을 2002-03 시즌부터 2005-06 시즌까지 우승한 것고, 레알 마드리드 소속으로 2006-07 시즌과 2007-08 시즌을 우승한 것을 합쳐 6시즌 연속 우승을 달성했다.
2008년 10월, 디아라는 차드와의 국가대표팀 경기에서 무릎 부상을 당해 들것에 실려나갔다. 그는 한 달을 쉬고 11월 말에 또 출전했지만, 무릎 부상이 악화되어 수술을 받게 되었고, 결국 시즌 말까지 출전하지 못하게 되었다. 그가 부재중인 와중에, 레알 마드리드는 포츠머스에서 수비형 미드필더를 대체하기 위해 라사나 디아라를 영입했고, 그는 디아라가 쓰던 6번을 가져갔다. 부상에서 복귀한 후, 디아라는 이어지는 두 시즌 간 레알 마드리드의 경기에 8번 더 선발로 출전하는데 그쳤다. 2011년 1월, 디아라는 레알 마드리드를 떠날 것으로 보도되었고, 그는 말라가를 비롯한 다수의 구단과 연결되었다.

### 모나코
디아라는 2011년 1월 27일, 모나코와 계약하며 프랑스 무대로 복귀했다. 그는 0-0으로 비긴 마르세유와의 경기에서 첫 경기를 치렀다. 디아라는 모나코가 2010-11 시즌 후 리그 2로 강등되면서 모나코를 떠났다. 모나코를 떠난 후, 디아라는 한 동안 소속 구단이 없었고, 2011-12 시즌 전반기 동안 무소속으로, 중동행이 거론되기도 했으며, 잉글랜드 풋볼 리그 챔피언십의 던캐스터 로버스 행도 거론되었다.

### 풀럼
디아라는 2012년 2월 26일, 프리미어리그의 풀럼과 계약했다. 그는 2011-12 시즌 말까지 남기로 합의했고 2012-13 시즌까지 연장할 권한도 있었다. 2012년 3월 4일, 그는 울버햄프턴 원더러스와의 경기에 출전해 5번째 골을 도와 5-0 승리를 견인했다. 3월 17일, 그는 0-3으로 패한 스완지 시티와의 경기에서 풀럼 소속으로 첫 선발 출전했다. 2012년 4월 7일, 그는 볼턴 원더러스와의 경기에서 풀럼 이적 후로는 첫 골을 기록했다.
11번의 프리미어리그 경기에서 마르틴 욜 감독에 좋은 인상을 심은 디아라는 2012년 5월 17일, 1년 연장 계약을 맺어 2012-13 시즌 말까지 크레이븐 코티지에 남게 되었다.
디아라는 2012-13 시즌 후 풀럼에서 방출된 12명의 선수들 중 한 명이었다. 방출에도 불구하고, 마르틴 욜 감독은 디아라의 잔류에 긍정적인 견해를 보였고, 그가 여름에 재활을 계속할 수 있게 약속했다.
디아라는 2014년 3월 26일에 풀럼과 재계약하여 2013-14 시즌 말까지 활동하게 되었지만, 구단은 강등권 탈출에 실패했다.

### 은퇴 후
디아라는 2016-17 시즌 전, 풋볼 리그 챔피언십의 브렌트퍼드 훈련에 임했고, 2016년 9월 20일에 구단의 2군 경기에 출전하기도 했다.

## 플레이스타일
포포투지에서 "디아라는 다른 선수에게 부족한 호전성, 전술성, 강인함, 그리고 절제력을 지니고 있다"라고 묘사했다.

## 사생활
디아라는 이슬람 교도이다. 그는 이슬람 성월인 라마단 기간 동안 단식을 하며, 현재까지도 준수하는 것에 "모든 감독이 저의 결정을 존중했습니다"라고 말했다.

## 수상 경력

### 클럽
리옹
- 리그 1: 2002–03, 2003–04, 2004–05, 2005–06
- 트로페 데 샹피옹: 2003, 2004, 2005, 2006

레알 마드리드
- 라 리가: 2006–07, 2007–08
- 코파 델 레이: 2010–11
- 수페르코파 데 에스파냐: 2008